# Un soltero en apuros
 Un soltero en apuros  es una película hecha en coproducción entre Argentina y Venezuela dirigida por Alberto Du Bois, según un guion de Pastor y Rojas, la cual se estrenó en Buenos Aires el 19 de noviembre de 1964 y tuvo como protagonistas a la actriz argentina Beatriz Taibo y los actores venezolanos Edgar Jiménez "El Suave", Alberto Álvarez y Doris Wells.
Es de hacer notar que en esta cinta también aparecen, en algunas escenas, los cantantes venezolanos Estelita Del Llano, Mirla Castellanos, Cherry Navarro y Luis D'Ubaldo, así como también escuchamos la voz del locutor hípico venezolano Aly Khan en una secuencia que transcurre durante una carrera de caballos.

## Sinopsis
"El Suave" es un comediante quien está comprometido desde hace siete años para casarse con Eva, la locutora del programa televisivo de variedades El Show de la Alegría donde ambos trabajan con sus amigos Alberto y Doris, pero la boda todavía no llega a darse por no disponer del dinero suficiente para ello hasta que, un buen día, se le aparece a "El Suave" en las puertas de la cadena de televisión donde trabaja un niño de ocho años de edad apodado "Tucusito", quien afirma ser su hijo (fruto de una fugaz relación que tuvo el -entonces desconocido- cómico con la camarera de un hotel de la ciudad de Maracay), envolviéndolo en una cadena de embrollos al tratar de esconderle la existencia del niño a su prometida.

## Reparto
- Edgar Jiménez ... "El Suavecito"
- Beatriz Taibo ... Eva
- Héctor de Jesús Pérez ... "Tucusito"
- Alberto Álvarez ... Alberto
- Doris Wells ... Doris
- Martha Valdez ... Mujer en el bar
- Hugo Montes
- Héctor Bayardo
- Regino Jiménez ... Vendedor
- Estelita del Llano ... Ella misma
- Mirla Castellanos ... Ella misma
- Cherry Navarro ... Él mismo
- Luis D'Ubaldo ... Él mismo
- Aly Khan ... Él mismo (voz)
- Ballet de Jorge Citino

## Comentarios
El diario argentino La Nación dijo del filme:

”Comedia muy modesta... Edgar Jiménez es un cómico que tiene cierta simpatía, Beatriz Taibo cumple un papel pasivo.”

Por su parte, Manrupe y Portela escriben:

”Film de pobre realización, rodado en Caracas tal vez con objetivo de su explotación en Venezuela, donde a Jiménez lo conocían como “el suavecito”...”